# Erich-Hückel-Preis
Der Erich-Hückel-Preis ist ein Preis für Theoretische Chemie, der erstmals 2016 von der Gesellschaft Deutscher Chemiker verliehen wurde. Er ist nach Erich Hückel benannt und mit 7500 Euro dotiert.

## Preisträger
- 2016: Werner Kutzelnigg
- 2018: Hans-Joachim Werner
- 2020: Gernot Frenking
- 2022: Sigrid D. Peyerimhoff
- 2024: Lorenz Cederbaum[1]